# خانه علامه فانی
خانه علامه فانی مربوط به دوره قاجار است و در اصفهان، محله جوباره ـ خیابان ولیعصر، کوچه سلطان سنجر واقع شده و این اثر در تاریخ ۲۴ بهمن ۱۳۷۵ با شمارهٔ ثبت ۱۸۴۵ به‌عنوان یکی از آثار ملی ایران به ثبت رسیده‌است.